# Ramón Bragaña
Ramón Bragaña Palacios, "El Profesor" (La Habana, 11 de mayo de 1909-Puebla de Zaragoza, 11 de mayo de 1985), fue un beisbolista, lanzador derecho, que jugó principalmente en Cuba y México. También le apodaron “El señor Béisbol”. Bragaña jugó profesionalmente por 27 años, de 1928 a 1955. En Estados Unidos jugó en las Ligas Negras (1928-1947). En México participó en las Liga Mexicana de verano y la de invierno (1930-1955). Jugó todas las posiciones al menos una temporada. En 12 años, picheó pelota superior a los .500 de promedio. Es miembro de 3 salones de la fama. Medía 1.80 m y pesaba 82 kg. Vivió 76 años exactos.
Bragaña por 12 años lanzó pelota superior a los .500. Es 4.º de la Liga con 219 juegos completos para 3,376.3 entradas. Es el 8.º en victorias (211) y derrotas (162) y porcentaje global de .566 de promedio. En general, Bragaña bateó.243/.352/.365 en 18 años en México. 

## Cuba, Venezuela y Dominicana
Jugó en 8 torneos durante 17 inviernos en Cuba -de 1929 a 1946-, para Santa Clara (2) y el Almendares (5), más otros torneos especiales logrando el liderazgo para lanzadores en: juegos lanzados con 143, completos 55 y, ganados para un 41-30 para .558.
En 1937 jugó en República Dominicana. En 1936-1937 lanzó con los senadores de Venezuela (8-4). Con los Gavilanes de Maracaibo en 1939-1940.
En 1941-42, Ramón establece un récord en su tierra natal, lidera la liga con 9 victorias, 4 juegos seguidos de cero carreras, para 39 2/3 entradas consecutivas sin anotación, en la Liga de invierno cubana, superando Martín Dihigo en el juego por el campeonato.

## Estados Unidos
Jugó 19 años en las Ligas Negras, iniciando con los Cuban Stars-este en 1928-30, New York Cubans, Stars of Cuba -1935- y los Cleveland Buckeyes en 1947. 

## México
Viajó a México y debutó en el parque Franco Inglés, en juego de exhibición, el 12 de junio de 1927 a los 18 años con los Cuban Stars frente a los Artilleros dejándolos en solo 4 hits. En el equipo venía también Luis Tiant padre, quien logró 3 triunfos. En 1930 volvió para jugar en el campeonato en el puerto de Veracruz.
En 1931 firmó con de Homobono Márquez, de los Fabriles (más tarde Aztecas), quedándose a radicar en México, logrando dos victorias para los Fabriles en 1932, contra la Selección de Estrellas de la Liga Nacional de Estados Unidos, por 2-0 y 3-0.
En 1938, a los 29 años inició su primer año en la Liga Mexicana de Beisbol, con el equipo Agrario, logrando 8-5 y 2.45 de efectividad, además de abanicar a 69 enemigos, bateando para .303 y el 2.º en cuadrangulares, uno abajo de Ángel Castro. En 1939 jugó con Anáhuac para 8-6 y un 2.47. Ese año jugó en todas las posiciones.
Estuvo 12 años, jugó con los Azules de Veracruz de Jorge Pasquel, de 1940 a 1951, logrando 4 títulos y la marca de 179 victorias por un pitcher jugando en el mismo club. El primer año, logró el título para un 2.58, con un récord de 16-8, donde ponchó a 144 -su cifra más alta-, por arriba de los posteriormente miembros del salón de la fama Martín Dihigo, León Day y Hilton Smith, que también lanzaron ese año.
En 1942, Bragaña tiró para 22-10 con un 3.73 ERA, que en cualquier temporada habría liderado la liga en victorias, pero ese año tiró Dihigo y sólo lo empató estando atrás de Jesús “Cochihuila” Valenzuela. Es año Bragaña bateó .299 para 17 jonrones, quedando sólo 3 jonrones detrás de Monte Irvin por el liderato de la liga. 
En 1944, impuso nuevo récord en México: 30-8 para 325 episodios lanzados, para un 3.30 de ERA y 144 ponches, en 45 apariciones,  en una temporada con 90 juegos, rompiendo el récord anterior de 25 de Jesús "Cochihuila" Valenzuela dos años. Ese año también fue el manejador, al sustituir a Roger Hornsby. Repitió como manejador en 1949-50. 
Bragaña tenía estadísticas similares a Sal Maglie cuando ambos estaban en la Liga en 1948 quien, en 1946, tuvo récord de 20-12 con efectividad de 3.19 para Pericos de Puebla. Su récord de victorias y derrotas fue muy similar en 1947, ya que tenía un récord de 20-13, esta vez con una efectividad de 3.92.
Bragaña fue el único pelotero que estuvo los 12 años de existencia con Azules de Veracruz, contribuyendo además para 4 campeonatos (1940, 41, 44 y 51).  
El cubano-mexicano lanzó para Charros de Jalisco en 1952, Sultanes de Monterrey (52-53), Diablos Rojos del México (1954), con el Águila de Veracruz en 1955 y ese año también con Leones de Yucatán, en el año de su retiro.

### Liga del Pacífico.
En la Liga de la Costa, en el 46-47 reforzó a Ostioneros de Guaymas, que perdió la final contra Naranjeros Hermosillo. Luego estuvo como manejador en 1953. 

## El declive
En sus últimas 8 temporadas tuvo récord de 55-57 para .491. En 1951, caminó intencionalmente a su compañero y cubano René González con las bases llenas, la única vez que tuvo lugar en la historia de la Liga Mexicana. Después de un 2-5, y 4.65, en 1955, Se jubiló a los 47 años de edad. Falleció a los 76 años exactos. 

## Reconocimientos
Como reconocimiento a su trayectoria en el beisbol profesional:
- Fue elegido miembro del Salón de la Fama del Béisbol Cubano en 1959
- Ingresó al Salón de la Fama del Béisbol Profesional de México en 1964.
- Designado al Salón de la Fama del Beisbol Latino, en República Dominicana, clase 2012.